# Taraxacum japonicum
Taraxacum japonicum es una especie de planta herbácea de la familia de las asteráceas. Es originaria del este de Eurasia.

## Sinonimia
- Taraxacum bitchuense H.Koidz. in J. Jap. Bot. 9: 352. 1933
- Taraxacum kansaiense Koidz. ex Kitam. in Acta Phytotax. Geobot. 2: 125. 1933
- Taraxacum liukiuense H.Koidz. in J. Jap. Bot. 9: 350. 1933[2]